# Jean-Paul de Dadelsen
Pour les articles homonymes, voir Dadelsen.
Jean-Paul de Dadelsen, né à Strasbourg le 20 août 1913, alors dans l'Empire allemand, mort à Zurich le 23 juin 1957, est un traducteur, poète et journaliste français.

## Biographie
Jean-Paul de Dadelsen est né d'un père de Guebwiller, dont la famille est d'origine allemande et suisse. Sa mère est alsacienne, de Colmar.
Il passe son enfance, jusqu'à l'âge de 13 ans, dans le village de Muttersholtz, près de Sélestat, où son père est notaire.
En 1927, la famille quitte Muttersholtz pour Hirsingue, dans le Haut-Rhin.
Il fréquente un lycée de Mulhouse jusqu'en 1929. Il fait sa philosophie au collège J.J. Henner d'Altkirch.
Adhérent à un groupe d'artistes, de peintres et d'écrivains, il rencontre A. Schachemann, René Jourdain, Nathan Katz, le breton-alsacien Guillevic ainsi que le pasteur Hoffet.
Après l'échec au 2e baccalauréat, ses parents l'envoient à Paris. Il est interne au lycée Louis-le-Grand. En khâgne en 1930, il fait connaissance avec L. Senghor et Georges Pompidou. Le peintre alsacien Robert Breitwieser lui donne des cours de dessin.
Reçu premier à l’agrégation d'allemand en 1936, il est nommé professeur à Marseille au lycée Saint-Charles. De 1936 à 1939, il traduit plusieurs auteurs de langue allemande, Hans Helfritz, Ernst Glaeser, Hermann von Keyserling, Bernard von Brentano.
En 1938, il est mobilisé comme interprète. En 1940, il combat dans une unité de chars. Il est décoré de la croix de guerre. En 1941, il est nommé professeur à Oran où il se lie d'amitié avec Albert Camus.
En décembre 1942, il rejoint Londres et s'engage dans les Forces Françaises Libres. Il y est nommé officier interprète dans plusieurs postes d'état-major dont la 1re Brigade de parachutistes. 
En 1943, il est affecté au Commissariat de l'Intérieur, section Information du Gouvernement Provisoire du général de Gaulle à Londres. La même année, il épouse une Anglaise, Barbara Windebank avec qui il aura deux filles, Anne et Alice.
En 1944, il rentre à Paris où il est nommé directeur-adjoint au ministère de l’information.
En 1945, il entre au journal Combat, dirigé par Camus.
En 1946, il repart pour Londres où il est correspondant spécial de politique étrangère pour Combat.
Lorsque Camus quitte Combat, en 1947, Jean-Paul de Dadelsen devient  correspondant à Londres du journal Franc-Tireur de 1948 à 1949. 
De 1946 à 1951, Jean-Paul de Dadelsen tient une chronique régulière pour les programmes français de la BBC, Les propos du vendredi. En 1949 son fils Michel (décédé en 2019) naît à Paris de sa liaison avec l'actrice irlandaise Ann Heffernan. Il écrit pour le service français et le service allemand de la BBC jusqu'en 1956.
En 1951, il quitte Londres pour s’installer à Genève où il entame une carrière centrée sur l'Europe. Il collabore avec Denis de Rougemont au Centre européen de la culture et devient conseiller auprès de Jean Monnet pour la Communauté européenne du charbon et de l'acier à Luxembourg.
En 1956, à Zurich, il devient directeur adjoint à l'Institut International de la Presse.
Jean-Paul de Dadelsen meurt en juin 1957 à Zurich d’un cancer du poumon métastasé au cerveau.

## L’œuvre
C’est tardivement, à 39 ans, lors de son dernier séjour en Suisse, que Jean-Paul de Dadelsen compose son premier grand poème, Bach en automne (1952-1953), qu'Albert Camus publie en 1955 dans La Nouvelle Revue Française. 
De son vivant paraît encore, en 1956, L’invocation liminaire de Jonas et d’autres poèmes dans les Cahiers des Saisons.
Jean-Paul de Dadelsen meurt en 1957 sans avoir pu préparer l'édition de ses poèmes. La dernière nuit de la pharmacienne et d’autres poèmes sont publiés dans Preuves.
Son épouse confie la publication de son œuvre poétique à Albert Camus pour la collection Espoir qu'il dirige chez Gallimard, mais la publication ne voit pas le jour.
Un premier recueil, comportant le cycle poétique inachevé Jonas, est publié chez Gallimard en 1962 par François Duchêne, ami et collègue de Jean Monnet. Dans la préface, Henri Thomas dit du poète :

« Il ne vient à la suite de personne ; il ne cadre avec rien dans nos Lettres, ni terroristes, ni rhéteurs n’y trouveront leur compte. Nous risquons toujours d’oublier que le génie poétique se moque de nos conformistes errances. »

Une des sources d'inspiration poétique de Jean-Paul de Dadelsen, né d’une famille luthérienne pratiquante, est la Bible (Jonas, Bach en automne, La femme de Loth).
L'Alsace et les paysages de son enfance, le Ried  puis le Sundgau, façonnent sa sensibilité poétique et marquent son œuvre (Bach en automne, Goethe en Alsace, Cinq étapes d'un poème). Il traduit en français des poèmes alsaciens de Nathan Katz.
En tant que germaniste il rend hommage à Goethe et à Frédéric Schlegel.
Les textes de ses émissions à la BBC sur la guerre (Ombre) et sur l'Europe (Strasbourg, acte de naissance, Y a-t-il une Europe, La vocation de l'Angleterre), tout comme le poème Les Ponts de Budapest, sur le soulèvement de la Hongrie contre l'URSS en 1956, abordent le thème du destin européen.
Jean-Paul de Dadelsen a écrit en français, mais aussi en allemand (pour la BBC) et en anglais (Stone in Venice, Prospect in Pisa).

## Postérité
Le village de Muttersholtz lui rend hommage dans des parcours dédiés.
Le collège de Hirsingue dans le Haut-Rhin porte son nom.

## Publications
- Jonas, Gallimard, 1962, réédition Gallimard, « Poésie », 1986. Edition augmentée, Gallimard, « Poésie » 2005. Au corpus de l'édition de 1962 se rajoutent dix-sept textes et poèmes repris de l'édition de Goethe en Alsace de Baptiste-Marrey.
- Goethe en Alsace, Le Temps qu'il fait, avec des commentaires sur son œuvre de Denis de Rougemont, de François Mauriac et de Baptiste-Marrey, 1982, édition augmentée 1995.
- La beauté de vivre. Poèmes et lettres à l'oncle Éric, préface de Gérard Pfister, avec des témoignages de Nathan Katz, Erik Jung (l'oncle Éric) et Christian Lutz et enrichi d'une biographie détaillée et d'une bibliographie complète, Éditions Arfuyen, 2013.